# تروکو ناگائوکا
تروکو ناگائوکا (به ژاپنی: 長岡輝子)؛ ۵ ژانویه ۱۹۰۸ – ۱۸ اکتبر ۲۰۱۰) بازیگر اهل ژاپن بود.
از فیلم‌هایی که وی در آن نقش داشته‌است، می‌توان به داستان توکیو، اشاره کرد.